# Final Fantasy Anthology
Final Fantasy Anthology è una raccolta di videogiochi uscita solo in America settentrionale e in Europa, in due versioni diverse:
- La versione statunitense contiene Final Fantasy V e Final Fantasy VI.
- La versione europea contiene Final Fantasy IV e Final Fantasy V.